# Polydectus cupulifer
Polydectus cupulifer är en kräftdjursart som först beskrevs av Pierre André Latreille 1812.  Polydectus cupulifer ingår i släktet Polydectus och familjen Xanthidae. Inga underarter finns listade i Catalogue of Life.